# Fußball-Club Bayern München 2002-2003
Questa voce raccoglie le informazioni riguardanti il Fußball-Club Bayern München nelle competizioni ufficiali della stagione 2002-2003.

## Stagione
Questa stagione inizia con l'eliminazione nel turno preliminare della Coppa di Lega, ma successivamente in Bundesliga il Bayern prende il comando della classifica dalla quinta giornata e lo mantiene fino alla fine, arrivando a staccare lo Stoccarda di sedici punti; questo anche grazie ai gol del capocannoniere Giovane Élber. La squadra vince anche la Coppa di Germania dopo aver battuto per 3-1 il Kaiserslautern in finale e conquista così il double, ma a questi brillanti risultati in campo nazionale si contrappone la precoce eliminazione in Champions League. In questa manifestazione i tedeschi si qualificano alla fase a gruppi dopo aver eliminato il Partizan Belgrado, e vengono inseriti in un girone contenente anche il Milan, il Deportivo La Coruña e il Lens; alla fine arrivano però solo due punti, frutto di altrettanti pareggi con i francesi, che relegano i bavaresi all'ultimo posto.

## Maglie e sponsor
| Casa | Trasferta | Terza divisa | Quarta divisa |  |

## Rosa
| N. |                     | Ruolo | Calciatore                    |
| -- | ------------------- | ----- | ----------------------------- |
| 1  | Germania (bandiera) | P     | Oliver Kahn (capitano)        |
| 2  | Francia (bandiera)  | D     | Willy Sagnol                  |
| 3  | Francia (bandiera)  | D     | Bixente Lizarazu              |
| 4  | Ghana (bandiera)    | D     | Samuel Kuffour                |
| 5  | Croazia (bandiera)  | D     | Robert Kovač                  |
| 7  | Germania (bandiera) | C     | Mehmet Scholl                 |
| 8  | Croazia (bandiera)  | C     | Niko Kovač                    |
| 9  | Brasile (bandiera)  | A     | Giovane Élber (vice-capitano) |
| 10 | Turchia (bandiera)  | C     | Barbaros Barut                |
| 11 | Brasile (bandiera)  | C     | Zé Roberto                    |
| 13 | Germania (bandiera) | C     | Michael Ballack               |
| 14 | Perù (bandiera)     | A     | Claudio Pizarro               |
| 16 | Germania (bandiera) | C     | Jens Jeremies                 |
| 17 | Germania (bandiera) | C     | Thorsten Fink                 |
| 18 | Germania (bandiera) | C     | Michael Tarnat                |

| N. |                                 | Ruolo | Calciatore             |
| -- | ------------------------------- | ----- | ---------------------- |
| 20 | Bosnia ed Erzegovina (bandiera) | C     | Hasan Salihamidžić     |
| 21 | Germania (bandiera)             | A     | Alexander Zickler      |
| 22 | Germania (bandiera)             | P     | Bernd Dreher           |
| 23 | Inghilterra (bandiera)          | C     | Owen Hargreaves        |
| 24 | Paraguay (bandiera)             | A     | Roque Santa Cruz       |
| 25 | Germania (bandiera)             | D     | Thomas Linke           |
| 26 | Germania (bandiera)             | C     | Sebastian Deisler      |
| 29 | Germania (bandiera)             | D     | Philipp Lahm           |
| 31 | Germania (bandiera)             | C     | Bastian Schweinsteiger |
| 32 | Germania (bandiera)             | C     | Markus Feulner         |
| 33 | Germania (bandiera)             | P     | Stefan Wessels         |
| 34 | Germania (bandiera)             | C     | Piotr Trochowski       |
| 35 | Bosnia ed Erzegovina (bandiera) | C     | Zvjezdan Misimović     |
| 36 | Germania (bandiera)             | P     | Jan Schlösser          |

## Organigramma societario
Area direttiva
- Presidente:  Franz Beckenbauer

Area tecnica
- Allenatore: Ottmar Hitzfeld
- Allenatore in seconda: Michael Henke
- Preparatore dei portieri: Sepp Maier
- Preparatori atletici:

## Calciomercato

### Sessione estiva
| Acquisti | Acquisti          | Acquisti         | Acquisti |
| R.       | Nome              | da               | Modalità |
| -------- | ----------------- | ---------------- | -------- |
| C        | Michael Ballack   | Bayer Leverkusen |          |
| C        | Sebastian Deisler | Hertha Berlino   |          |
| C        | Zé Roberto        | Bayer Leverkusen |          |

| Cessioni | Cessioni         | Cessioni       | Cessioni |
| R.       | Nome             | da             | Modalità |
| -------- | ---------------- | -------------- | -------- |
| C        | Alou Diarra      | Le Havre       |          |
| C        | Stefan Effenberg | Wolfsburg      |          |
| C        | Steffen Hofmann  | Rapid Vienna   |          |
| A        | Carsten Jancker  | Udinese        |          |
| D        | Stephan Kling    | Amburgo        |          |
| C        | Patrick Mölzl    | Greuther Fürth |          |
| A        | Paulo Sérgio     | Al-Wahda       |          |
| C        | Ciriaco Sforza   | Kaiserslautern |          |

### Sessione invernale
| Acquisti | Acquisti | Acquisti | Acquisti |
| R.       | Nome     | da       | Modalità |
| -------- | -------- | -------- | -------- |

| Cessioni | Cessioni    | Cessioni  | Cessioni |
| R.       | Nome        | da        | Modalità |
| -------- | ----------- | --------- | -------- |
| C        | Pablo Thiam | Wolfsburg |          |

## Risultati

### Bundesliga

#### Girone di andata
| Mönchengladbach 10 agosto 2002, ore 15:30 CEST 1ª giornata | Borussia M'gladbach | 0 – 0 referto | Bayern Monaco | Bökelbergstadion (34 500 spett.)\| Arbitro: \| Krug \| |
| Arbitro:                                                   | Krug                |               |               |                                                        |

| Arbitro: | Gagelmann |

|                                                  |           |                            |
| Élber 18’, 41’, 66’, 85’ Ballack 26’ Pizarro 81’ | Marcatori | 51’ Wichniarek 89’ Diabang |

| Arbitro: | Fröhlich |

|  |           |                              |
|  | Marcatori | 25’, 85’ Pizarro 90’ Zickler |

| Arbitro: | Aust |

|                                        |           |         |
| Salihamidžić 41’ Pizarro 53’ Élber 76’ | Marcatori | 14’ Max |

| Arbitro: | Merk |

|                  |           |                  |
| Ćirić 36’ (rig.) | Marcatori | 12’, 53’ Ballack |

| Arbitro: | Kinhöfer |

|                                   |           |          |
| Zickler 45’ Ballack 47’ Élber 76’ | Marcatori | 19’ Rink |

| Arbitro: | Krug |

|                       |           |                  |
| Lúcio 8’ Bierofka 63’ | Marcatori | 89’ Salihamidžić |

| Arbitro: | Fandel |

|                                 |           |                   |
| Élber 27’, 90’ Pizarro 39’, 66’ | Marcatori | 77’ Schindzielorz |

| Arbitro: | Weiner |

|  |           |                |
|  | Marcatori | 73’ Zé Roberto |

| Arbitro: | Koop |

|                          |           |                                          |
| Élber 4’, 80’ Scholl 75’ | Marcatori | 16’ Żuraw 44’ Stendel 83’ (aut.) Kuffour |

| Arbitro: | Krug |

|                       |           |  |
| Daun 17’ Krstajić 80’ | Marcatori |  |

| Arbitro: | Weiner |

|                            |           |           |
| Santa Cruz 62’ Pizarro 66’ | Marcatori | 7’ Koller |

| Arbitro: | Merk |

|                |           |  |
| Santa Cruz 27’ | Marcatori |  |

| Arbitro: | Fröhlich |

|  |           |                           |
|  | Marcatori | 9’ Ballack 16’ Santa Cruz |

| Arbitro: | Jansen |

|                         |           |  |
| Ballack 40’, 72’ (rig.) | Marcatori |  |

| Arbitro: | Steinborn |

|  |           |                                 |
|  | Marcatori | 29’ Zickler 33’, 68’ Santa Cruz |

| Monaco di Baviera 14 dicembre 2002, ore 15:30 CET 17ª giornata | Bayern Monaco | 0 – 0 referto | Schalke 04 | Stadio Olimpico (51 000 spett.)\| Arbitro: \| Aust \| |
| Arbitro:                                                       | Aust          |               |            |                                                       |

#### Girone di ritorno
| Arbitro: | Kircher |

|                                      |           |  |
| Hargreaves 25’ Zickler 85’ Élber 89’ | Marcatori |  |

| Bielefeld 1º febbraio 2003, ore 15:30 CET 19ª giornata | Arminia Bielefeld | 0 – 0 referto | Bayern Monaco | Bielefelder Alm (26 601 spett.)\| Arbitro: \| Kemmling \| |
| Arbitro:                                               | Kemmling          |               |               |                                                           |

| Arbitro: | Wagner |

|             |           |              |
| Pizarro 11’ | Marcatori | 90’ Takahara |

| Arbitro: | Fröhlich |

|  |           |                                               |
|  | Marcatori | 58’, 69’, 80’ Scholl 73’ Lizarazu 78’ Pizarro |

| Arbitro: | Jansen |

|                        |           |  |
| Lizarazu 17’ Élber 59’ | Marcatori |  |

| Arbitro: | Aust |

|  |           |                  |
|  | Marcatori | 33’, 58’ Ballack |

| Arbitro: | Fandel |

|                           |           |  |
| Pizarro 2’ Élber 22’, 75’ | Marcatori |  |

| Arbitro: | Merk |

|                  |           |                                               |
| Christiansen 90’ | Marcatori | 19’ Pizarro 37’ Élber 49’ N. Kovač 87’ Sagnol |

| Arbitro: | Wagner |

|                  |           |  |
| Kovář 60’ (aut.) | Marcatori |  |

| Arbitro: | Krug |

|                          |           |                        |
| Štajner 36’ Vinícius 45’ | Marcatori | 77’ Sagnol 86’ Pizarro |

| Arbitro: | Koop |

|  |           |            |
|  | Marcatori | 13’ Micoud |

| Arbitro: | Merk |

|                    |           |  |
| Amoroso 61’ (rig.) | Marcatori |  |

| Arbitro: | Fandel |

|  |           |                       |
|  | Marcatori | 59’ Élber 83’ Pizarro |

| Arbitro: | Kemmling |

|             |           |  |
| Kuffour 85’ | Marcatori |  |

| Arbitro: | Steinborn |

|                                           |           |                                                  |
| Ballack 5’ (aut.) Paraíba 59’ (rig.), 89’ | Marcatori | 19’, 32’, 45’ Élber 22’, 23’ Pizarro 85’ Ballack |

| Arbitro: | Merk |

|                |           |            |
| Élber 46’, 75’ | Marcatori | 83’ Dundee |

| Arbitro: | Meyer |

|              |           |  |
| Kamphuis 38’ | Marcatori |  |

### Coppa di Germania
| Arbitro: | Jansen |

|  |           |                                   |
|  | Marcatori | 51’ Élber 64’ Pizarro 65’ Ballack |

| Arbitro: | Kircher |

|                                        |           |                   |
| Salihamidžić 56’ (rig.) Santa Cruz 58’ | Marcatori | 90’ (rig.) N'Kufo |

| Arbitro: | Meyer |

|                                                 |                      |                                   |
| Ballack Jeremies Hargreaves N. Kovač Santa Cruz | Tiri di rigore 5 – 4 | Sand Möller Vermant Hajto Wilmots |

| Arbitro: | Fandel |

|                                                                                     |           |  |
| Élber 7’, 33’, 70’ Hargreaves 20’ Schweinsteiger 31’, 50’ Zé Roberto 56’ Sagnol 88’ | Marcatori |  |

| Arbitro: | Steinborn |

|                            |           |             |
| Ballack 31’ Élber 57’, 58’ | Marcatori | 52’ Ramelow |

| Arbitro: | Fröhlich |

|           |           |                                    |
| Klose 80’ | Marcatori | 3’, 10’ (rig.) Ballack 50’ Pizarro |

### Coppa di Lega
| Arbitro: | Gagelmann |

|                                                 |                      |                                                       |
| Élber 17’, 88’                                  | Marcatori            | 44’ Paraíba 87’ Preetz                                |
| Salihamidžić Scholl Zickler Sagnol Tarnat Élber | Tiri di rigore 3 – 4 | Kōnstantinidīs Neuendorf Paraíba Schmidt Preetz Pinto |

### Champions League

#### Fase di qualificazione
| Arbitro: | Dougal |

|  |           |                                     |
|  | Marcatori | 22’ Tarnat 71’ Jeremies 78’ Pizarro |

| Arbitro: | Colombo |

|                                               |           |           |
| Ballack 26’ Élber 71’ Salihamidžić 74’ (rig.) | Marcatori | 72’ Čakar |

#### Fase a gironi
| Arbitro: | Poll |

|                            |           |                      |
| Salihamidžić 57’ Élber 64’ | Marcatori | 12’, 45’, 77’ Makaay |

| Arbitro: | Batista |

|           |           |           |
| Utaka 76’ | Marcatori | 22’ Linke |

| Arbitro: | Dallas |

|             |           |                  |
| Pizarro 54’ | Marcatori | 52’, 84’ Inzaghi |

| Arbitro: | Micheľ |

|                          |           |            |
| Serginho 11’ Inzaghi 64’ | Marcatori | 23’ Tarnat |

| Arbitro: | Frisk |

|                       |           |                |
| Víctor 54’ Makaay 89’ | Marcatori | 77’ Santa Cruz |

| Arbitro: | Allaerts |

|                                           |           |                                          |
| N. Kovač 6’ Warmuz 18’ (aut.) Feulner 87’ | Marcatori | 20’ (aut.) Fink 54’ Bakari 90’ Blanchard |

## Statistiche

### Statistiche di squadra
| Competizione      | Punti | In casa | In casa | In casa | In casa | In casa | In casa | In trasferta | In trasferta | In trasferta | In trasferta | In trasferta | In trasferta | Totale | Totale | Totale | Totale | Totale | Totale | DR  |
| Competizione      | Punti | G       | V       | N       | P       | Gf      | Gs      | G            | V            | N            | P            | Gf           | Gs           | G      | V      | N      | P      | Gf     | Gs     | DR  |
| ----------------- | ----- | ------- | ------- | ------- | ------- | ------- | ------- | ------------ | ------------ | ------------ | ------------ | ------------ | ------------ | ------ | ------ | ------ | ------ | ------ | ------ | --- |
| Bundesliga        | 75    | 17      | 13      | 3       | 1       | 37      | 12      | 17           | 10           | 3            | 4            | 33           | 13           | 34     | 23     | 6      | 5      | 70     | 25     | +45 |
| Coppa di Germania | -     | 4       | 3       | 1       | 0       | 13      | 2       | 2            | 2            | 0            | 0            | 6            | 1            | 6      | 5      | 1      | 0      | 19     | 3      | +16 |
| Coppa di Lega     | -     | 1       | 0       | 1       | 0       | 2       | 2       | 0            | 0            | 0            | 0            | 0            | 0            | 1      | 0      | 1      | 0      | 2      | 2      | 0   |
| Champions League  | -     | 4       | 1       | 1       | 2       | 9       | 9       | 4            | 1            | 1            | 2            | 6            | 5            | 8      | 2      | 2      | 4      | 15     | 14     | +1  |
| Totale            | 75    | 26      | 17      | 6       | 3       | 61      | 25      | 23           | 13           | 4            | 6            | 45           | 19           | 49     | 30     | 10     | 9      | 106    | 44     | +62 |

### Andamento in campionato
| Giornata  | 1  | 2 | 3 | 4 | 5 | 6 | 7 | 8 | 9 | 10 | 11 | 12 | 13 | 14 | 15 | 16 | 17 | 18 | 19 | 20 | 21 | 22 | 23 | 24 | 25 | 26 | 27 | 28 | 29 | 30 | 31 | 32 | 33 | 34 |
| --------- | -- | - | - | - | - | - | - | - | - | -- | -- | -- | -- | -- | -- | -- | -- | -- | -- | -- | -- | -- | -- | -- | -- | -- | -- | -- | -- | -- | -- | -- | -- | -- |
| Luogo     | T  | C | T | C | T | C | T | C | T | C  | T  | C  | C  | T  | C  | T  | C  | C  | T  | C  | T  | C  | T  | C  | T  | C  | T  | C  | T  | T  | C  | T  | C  | T  |
| Risultato | N  | V | V | V | V | V | P | V | V | N  | P  | V  | V  | V  | V  | V  | N  | V  | N  | N  | V  | V  | V  | V  | V  | V  | N  | P  | P  | V  | V  | V  | V  | P  |
| Posizione | 12 | 4 | 3 | 1 | 1 | 1 | 1 | 1 | 1 | 1  | 1  | 1  | 1  | 1  | 1  | 1  | 1  | 1  | 1  | 1  | 1  | 1  | 1  | 1  | 1  | 1  | 1  | 1  | 1  | 1  | 1  | 1  | 1  | 1  |

Legenda:

Luogo: C = Casa; T = Trasferta. Risultato: V = Vittoria; N = Pareggio; P = Sconfitta.

### Statistiche dei giocatori
| Giocatore         | Bundesliga | Bundesliga | Bundesliga  | Bundesliga | Coppa di Germania | Coppa di Germania | Coppa di Germania | Coppa di Germania | Coppa di Lega | Coppa di Lega | Coppa di Lega | Coppa di Lega | Champions League | Champions League | Champions League | Champions League | Totale   | Totale | Totale      | Totale     |
| Giocatore         | Presenze   | Reti       | Ammonizioni | Espulsioni | Presenze          | Reti              | Ammonizioni       | Espulsioni        | Presenze      | Reti          | Ammonizioni   | Espulsioni    | Presenze         | Reti             | Ammonizioni      | Espulsioni       | Presenze | Reti   | Ammonizioni | Espulsioni |
| ----------------- | ---------- | ---------- | ----------- | ---------- | ----------------- | ----------------- | ----------------- | ----------------- | ------------- | ------------- | ------------- | ------------- | ---------------- | ---------------- | ---------------- | ---------------- | -------- | ------ | ----------- | ---------- |
| M. Ballack        | 26         | 10         | 8           | 0          | 5                 | 4                 | 1                 | 0                 | 0             | 0             | 0             | 0             | 7                | 1                | 1                | 0                | 38       | 15     | 10          | 0          |
| B. Barut          | 0          | 0          | 0           | 0          | 0                 | 0                 | 0                 | 0                 | 0             | 0             | 0             | 0             | 0                | 0                | 0                | 0                | 0        | 0      | 0           | 0          |
| S. Deisler        | 8          | 0          | 0           | 0          | 2                 | 0                 | 0                 | 0                 | 0             | 0             | 0             | 0             | 0                | 0                | 0                | 0                | 10       | 0      | 0           | 0          |
| B. Dreher         | 0          | 0          | 0           | 0          | 0                 | 0                 | 0                 | 0                 | 0             | 0             | 0             | 0             | 0                | 0                | 0                | 0                | 0        | 0      | 0           | 0          |
| G. Élber          | 33         | 21         | 4           | 0          | 6                 | 6                 | 0                 | 0                 | 1             | 2             | 0             | 0             | 8                | 2                | 1                | 0                | 48       | 31     | 5           | 0          |
| M. Feulner        | 10         | 0          | 0           | 0          | 1                 | 0                 | 0                 | 0                 | 0             | 0             | 0             | 0             | 3                | 1                | 0                | 0                | 14       | 1      | 0           | 0          |
| T. Fink           | 10         | 0          | 1           | 0          | 2                 | 0                 | 0                 | 0                 | 1             | 0             | 0             | 0             | 3                | 0                | 0                | 0                | 16       | 0      | 1           | 0          |
| O. Hargreaves     | 25         | 1          | 0           | 0          | 5                 | 1                 | 0                 | 0                 | 0             | 0             | 0             | 0             | 5                | 0                | 1                | 0                | 35       | 2      | 1           | 0          |
| J. Jeremies       | 29         | 0          | 6           | 0          | 4                 | 0                 | 2                 | 0                 | 0             | 0             | 0             | 0             | 7                | 1                | 1                | 0                | 40       | 1      | 9           | 0          |
| O. Kahn           | 33         | 0          | 2           | 0          | 6                 | 0                 | 1                 | 0                 | 0             | 0             | 0             | 0             | 6                | 0                | 0                | 0                | 45       | 0      | 3           | 0          |
| N. Kovač          | 18         | 1          | 5           | 0          | 4                 | 0                 | 0                 | 0                 | 1             | 0             | 1             | 0             | 2                | 1                | 0                | 0                | 25       | 2      | 6           | 0          |
| R. Kovač          | 24         | 0          | 5           | 0          | 4                 | 0                 | 0                 | 0                 | 1             | 0             | 0             | 0             | 6                | 0                | 2                | 0                | 35       | 0      | 7           | 0          |
| S. Kuffour        | 20         | 1          | 0           | 0          | 4                 | 0                 | 0                 | 0                 | 1             | 0             | 0             | 0             | 5                | 0                | 1                | 0                | 30       | 1      | 1           | 0          |
| P. Lahm           | 0          | 0          | 0           | 0          | 0                 | 0                 | 0                 | 0                 | 0             | 0             | 0             | 0             | 1                | 0                | 0                | 0                | 1        | 0      | 0           | 0          |
| T. Linke          | 32         | 0          | 4           | 0          | 6                 | 0                 | 0                 | 0                 | 0             | 0             | 0             | 0             | 6                | 1                | 1                | 0                | 44       | 1      | 5           | 0          |
| B. Lizarazu       | 26         | 2          | 3           | 0          | 5                 | 0                 | 0                 | 0                 | 0             | 0             | 0             | 0             | 3                | 0                | 0                | 0                | 34       | 2      | 3           | 0          |
| Z. Misimović      | 1          | 0          | 0           | 0          | 0                 | 0                 | 0                 | 0                 | 0             | 0             | 0             | 0             | 0                | 0                | 0                | 0                | 1        | 0      | 0           | 0          |
| C. Pizarro        | 31         | 15         | 2           | 0          | 6                 | 2                 | 0                 | 0                 | 1             | 0             | 0             | 0             | 7                | 2                | 1                | 0                | 45       | 19     | 3           | 0          |
| Z. Roberto        | 31         | 1          | 1           | 0          | 4                 | 1                 | 0                 | 0                 | 0             | 0             | 0             | 0             | 7                | 0                | 0                | 0                | 42       | 2      | 1           | 0          |
| W. Sagnol         | 23         | 2          | 3           | 0          | 5                 | 1                 | 0                 | 0                 | 1             | 0             | 0             | 0             | 4                | 0                | 1                | 0                | 33       | 3      | 4           | 0          |
| H. Salihamidžić   | 12         | 2          | 2           | 0          | 2                 | 1                 | 1                 | 0                 | 1             | 0             | 0             | 0             | 7                | 2                | 2                | 0                | 22       | 5      | 5           | 0          |
| R. Santa Cruz     | 14         | 5          | 0           | 0          | 3                 | 1                 | 0                 | 0                 | 0             | 0             | 0             | 0             | 2                | 1                | 1                | 0                | 19       | 7      | 1           | 0          |
| J. Schlösser      | 0          | 0          | 0           | 0          | 0                 | 0                 | 0                 | 0                 | 0             | 0             | 0             | 0             | 0                | 0                | 0                | 0                | 0        | 0      | 0           | 0          |
| M. Scholl         | 18         | 4          | 2           | 0          | 4                 | 0                 | 0                 | 0                 | 1             | 0             | 0             | 0             | 4                | 0                | 1                | 0                | 27       | 4      | 3           | 0          |
| B. Schweinsteiger | 14         | 0          | 1           | 0          | 1                 | 2                 | 1                 | 0                 | 0             | 0             | 0             | 0             | 1                | 0                | 0                | 0                | 16       | 2      | 2           | 0          |
| M. Tarnat         | 11         | 0          | 1           | 0          | 3                 | 0                 | 0                 | 0                 | 1             | 0             | 0             | 0             | 7                | 2                | 0                | 0                | 22       | 2      | 1           | 0          |
| P. Thiam          | 4          | 0          | 0           | 0          | 0                 | 0                 | 0                 | 0                 | 1             | 0             | 0             | 0             | 1                | 0                | 0                | 0                | 6        | 0      | 0           | 0          |
| P. Trochowski     | 3          | 0          | 0           | 0          | 0                 | 0                 | 0                 | 0                 | 0             | 0             | 0             | 0             | 0                | 0                | 0                | 0                | 3        | 0      | 0           | 0          |
| S. Wessels        | 1          | 0          | 0           | 0          | 0                 | 0                 | 0                 | 0                 | 1             | 0             | 0             | 0             | 3                | 0                | 0                | 0                | 5        | 0      | 0           | 0          |
| A. Zickler        | 12         | 4          | 0           | 0          | 1                 | 0                 | 0                 | 0                 | 1             | 0             | 0             | 0             | 4                | 0                | 0                | 0                | 18       | 4      | 0           | 0          |